# Le Club des trois (film, 1930)
Pour les articles homonymes, voir Le Club des trois.
Pour plus de détails, voir Fiche technique et Distribution.
 Le Club des trois (titre original : The Unholy Three) est un film américain réalisé par Jack Conway, sorti en 1930.

## Fiche technique
- Titre : Le Club des trois
- Titre original : The Unholy Three
- Réalisation : Jack Conway
- Scénario : J. C. Nugent, Elliott Nugent, d'après le roman de Clarence Aaron 'Tod' Robbins
- Photographie : Percy Hilburn
- Montage : Frank Sullivan
- Musique : William Axt
- Direction artistique : Cedric Gibbons
- Producteur : Irving Thalberg
- Société de production : Metro-Goldwyn-Mayer
- Pays de production :  États-Unis
- Format : Noir et blanc
- Genre : Film dramatique, Film policier
- Durée : 72 minutes (1 h 12)
- Dates de sortie :
  - États-Unis : 12 juillet 1930

## Distribution
- Lon Chaney : Professeur Echo / Mme 'Grandma' O'Grady
- Lila Lee : Rosie O'Grady
- Elliott Nugent : Hector McDonald
- Harry Earles : Midget / Tweedledee
- John Miljan : Avocat de l'accusation
- Ivan Linow : Hercule
- Clarence Burton : Détective Regan
- Crauford Kent : Avocat de la défense
- Joseph W. Girard : Juge

Acteurs non crédités
- Charles Gemora : Gorille
- Armand Kaliz : Bijoutier

## Autour du film
- Il s'agit d'un remake du classique de Tod Browning (même titre), tourné en 1925 avec, déjà, Lon Chaney et Harry Earles comme interprètes. Le rôle de l'Hercule, ici dévolu à Ivan Linow, était tenu par Victor McLaglen.
- Ce fut le dernier film de Lon Chaney et son seul film parlant. Quelques semaines après le tournage, l'acteur décédait d'une hémorragie à la gorge, à la suite d'un cancer des bronches.